# Sky Busters – Die Himmelsstürmer
Sky Busters – Die Himmelsstürmer (Alternativtitel: Sky Kids, OT: The Flyboys) ist ein US-amerikanischer Abenteuerfilm aus dem Jahr 2008 mit Stephen Baldwin und Tom Sizemore.

## Handlung
Kyle zieht mit seiner Mutter in eine andere Stadt und lernt in der Schule seinen neuen Freund Jason kennen, dem er hilft, sich gegen Drangsalierungen durchzusetzen.
Jason nimmt ihn mit zum nahe gelegenen Flughafen, wo sein Onkel Ed arbeitet. Aus Neugier klettern die beiden in ein altes Propellerflugzeug. Als sie zwei Männer bemerken, die sich der Maschine nähern, verstecken sie sich im Frachtraum, um nicht entdeckt zu werden. Wider Erwarten startet das Flugzeug, und die beiden Freunde müssen mit Entsetzen feststellen, dass die Maschine führerlos auf einen Berg zurast. Außerdem entdecken sie eine in einer Tasche versteckte Bombe. Sie können aber die Bombe rechtzeitig aus dem Flugzeug werfen und die Maschine sicher auf einer Überlandstraße notlanden.
Der Besitzer der Maschine, Angelo Esposito, will sich bei den beiden Jungs bedanken und lädt sie zu sich in seine Villa ein. Er verspricht ihnen, jeden Wunsch, den sie haben zu erfüllen. Doch Silvio – der Bruder Angelos – und sein Komplize Lenny entführen die beiden, um zu verhindern, dass sie von ihnen verraten werden; denn die beiden Männer hatten die Zerstörung des Flugzeugs geplant und wurden von Kyle und Jason offenbar gesehen.
Silvio fühlt sich schuldig und bereut, seinen Bruder betrogen zu haben. Er will ihm alles erzählen, doch Lenny ist dagegen und erschießt Silvio im Affekt. Lenny zwingt die beiden Jungs, mit ihm zum Flugplatz zurückzukehren. Dort trifft er auf den Piloten Ed, der gezwungen wird, die Maschine zu starten und nach Mexiko zu fliegen. Als Lenny die beiden Jungs aus dem Flugzeug in großer Höhe werfen will, reagiert Ed sofort und reißt die Maschine herum. Es gelingt ihm, den Autopiloten einzuschalten und Lenny zu überwältigen. Als Kyle aus dem Flugzeug gestoßen wird, springen Ed und Jason mit nur einem Fallschirm aus dem Flugzeug. Im freien Fall gelingt Ed, sich den Fallschirm umzuschnallen und die beiden Jungs an sich zu ziehen. Alle drei gelangen sicher zu Boden, wo sie wenig später auf Angelo treffen. Sein Bruder hatte ihm am Telefon zuvor alles gestanden – kurz bevor er seinen Schussverletzungen erlag. Aus Dankbarkeit schenkt Angelo dem Piloten ein neues Flugzeug, in dem die beiden Jungs jederzeit mitfliegen dürfen.

## Hintergrund
Der Film wurde in den USA u. a. an folgenden Orten gedreht.
- Hurricane, Utah
- Mesquite, Nevada
- St. George, Utah

## Kritiken
„Spannender Jugendfilm, der [mit] Action, Humor und gelungene[n] Flugzeug-Stunts solide unterhält.“